# Буржен, Жорж
Жорж Бурже́н (фр. Georges Bourgin; 1879—1958) — французский историк.

## Биография
Жорж Буржен родился 17 марта 1879 года в городе Невере (французский департамент Ньевр). В 1903 году закончил Национальную школу хартий. В своих трудах обращался к вопросам революции 1848 года во Франции, Парижской коммуны, социализма, Третьей республики. Был первым президентом Французского института социальной истории, чьим организатором был наряду с Эдуаром Доллеаном. Многие работы писал в соавторстве с братом Юбером Бурженом. Скончался 6 февраля 1958 года в Париже.

### На русском языке
- История Коммуны. — Ленинград, «Прибой», 1926. — 186 с.
- Виши, «Вопросы истории», 1947, № 12 (совместно с Ф. Бурженом).